# Igeltjärnen (Norrbärke socken, Dalarna)
Igeltjärnen är en sjö i Smedjebackens kommun i Dalarna och ingår i Norrströms huvudavrinningsområde.